# میانک (چالوس)
میانک، روستایی است از توابع بخش مرزن‌آباد شهرستان چالوس در استان مازندران ایران.

## جمعیت
این روستا در دهستان کوهستان (چالوس) قرار دارد و براساس سرشماری مرکز آمار ایران در سال ۱۳۸۵، جمعیت آن ۱۱۷ نفر (۳۱خانوار) بوده‌است. مردم میانک از قومیت طبری هستند. مردم میانک به زبان طبری با گویش چالوسی سخن می‌گویند.